# El Sereno
El Sereno est un quartier de Los Angeles, en Californie.

## Présentation
Le quartier se situe dans la région d'East Los Angeles. Il abrite entre autres l'université d'État de Californie à Los Angeles.